# Mantella pulchra
Espèce
Statut de conservation UICN

 NT  : Quasi menacé
Statut CITES
Mantella pulchra est une espèce d'amphibiens de la famille des Mantellidae.

## Taxinomie
Cette espèce est parfois considérée comme une variante colorée de Mantella madagascariensis ou comme sous-espèce de Mantella cowanii.

## Répartition

Aire de répartition de Mantella pulchra.

Cette espèce est endémique de Madagascar. Elle se rencontre entre 300 et 950 m d'altitude de Mananara Nord jusqu'à An'Ala,.

## Description
Mantella pulchra mesure en moyenne de 21 à 25 mm. Cette espèce ressemble à Mantella madagascariensis mais s'en différencie notamment par une coloration brune des tibias, du tarse et des avant-bras. Les zones claires, orangées, sur les fémurs et tibias sont bordées de rouge.

## Publication originale
- Parker, 1925 : New and rare reptiles and batrachians from Madagascar. Annals and Magazine of Natural History, sér. 9, vol. 16, p. 390-394.